# Justin Watts
Justin Lee Watts (Durham, 1º luglio 1990) è un cestista statunitense.

## Palmarès
- Titoli NCAA: 1

North Carolina Tar Heels: 2009